# Pascual Tomás Taengua
Pascual Tomás Taengua (València 1893-1972) fou un sindicalista valencià. Treballà com a obrer metal·lúrgic i es va integrar a les Joventuts Socialistes d'Espanya, de manera que el 1930 fou escollit secretari general de la Federació Siderometal·lúrgica i membre del Comitè Nacional d'UGT. Després de la guerra civil espanyola aconseguí fugir a França i el 1944 fou escollit secretari general d'UGT, mentre que l'interlocutor a nivell internacional fou Trifón Gómez. El 1969 deixà la secretaria a causa d'una greu malaltia, fou substituït per Manuel Muiño i va tornar a València, on va morir el 1972.